# HTC Aria
HTC Aria (A6366; hay Liberty, hay Intruder) là một điện thoại thông minh do HTC Corporation sản xuất, chạy hệ điều hành Android với giao diện HTC Sense.